# Michele Gordini
Michele Gordini, detto Bucàza (in romagnolo) (Budrio di Cotignola, 23 aprile 1896 – Cotignola, 22 febbraio 1970), è stato un ciclista su strada italiano, professionista tra il 1920 ed il 1932.

## Carriera
Durante l'attività agonistica le maggiori vittorie che colse furono il Giro dell'Umbria nel 1922 ed il Giro dell'Emilia l'anno successivo. Partecipò sette volte al Giro d'Italia, classificandosi settimo nel 1923, e prese parte a tre edizioni del Tour de France.
È passato alla storia, per un tentativo di fuga durante la Grande Boucle del 1927: durante la prima tappa pirenaica (la Bayonne > Luchon, 326 km) scattò pochi minuti dopo la partenza, accumulando un vantaggio di 50 minuti. Tuttavia venne ripreso da Nicolas Frantz, che vinse la tappa e quell'edizione del Tour de France; comunque grazie a questa azione raccolse numerosi punti per la classifica scalatori e a fine manifestazione venne premiato come miglior grimpeur.

## Vita privata
Dal primo matrimonio Michele Gordini ebbe sei figli, dal secondo matrimonio altri undici. In totale generò 17 figli, "cosa che gli valse un premio di mille lire in periodo fascista, che non riscosse mai per orgoglio politico".

## Palmarès
- 1921 (individuale, una vittoria)

Coppa Appennino
- 1922 (Bianchi, due vittorie)

Giro dell'Umbria
Milano-Bellinzona
- 1923 (Ganna, una vittoria)

Giro dell'Emilia

### Altri successi
- 1927 (individuale)

Classifica miglior scalatore Tour de France

## Piazzamenti

### Grandi giri
- Giro d'Italia

1921: 14º
1922: ritirato
1923: 7º
1924: ritirato
1925: 12º
1927: 18º
1928: 39º
- Tour de France

1925: 21º
1927: 24º
1929: ritirato

### Classiche monumento
- Parigi-Roubaix

1928: 30º
- Giro di Lombardia

1922: 10º
1927: 43º